# Lornay
Lornay é uma comuna francesa na região administrativa de Auvérnia-Ródano-Alpes, no departamento da Alta Saboia. Estende-se por uma área de 9.65 km². Em 2010 a comuna tinha 575 habitantes (densidade: 59,6 hab./km²).